# ルドルフ・フォン・トーベル
ルドルフ・フォン・トーベル（Rudolf von Tobel, 1903年8月20日 - 1995年）は、スイスの音楽学者、チェロ奏者。
ベルン出身。ベルン大学でエルンスト・クルトに音楽学を学び、1931年に博士論文「古典主義器楽の形式」を発表した。1922年からチェリストとして活動したが、1933年からバルセロナでパブロ・カザルスの下でチェロを学び直し、またバーゼルでフェリックス・ワインガルトナーに指揮法も学んだ。1936年から1938年までベルン交響楽団のチェロ奏者、1938年から1943年までヴィンタートゥール市立管弦楽団のチェロ奏者を務めた。1953年からトロッシンゲン音楽院で教鞭をとった。